# دندالوپ شمالی، استرالیای غربی

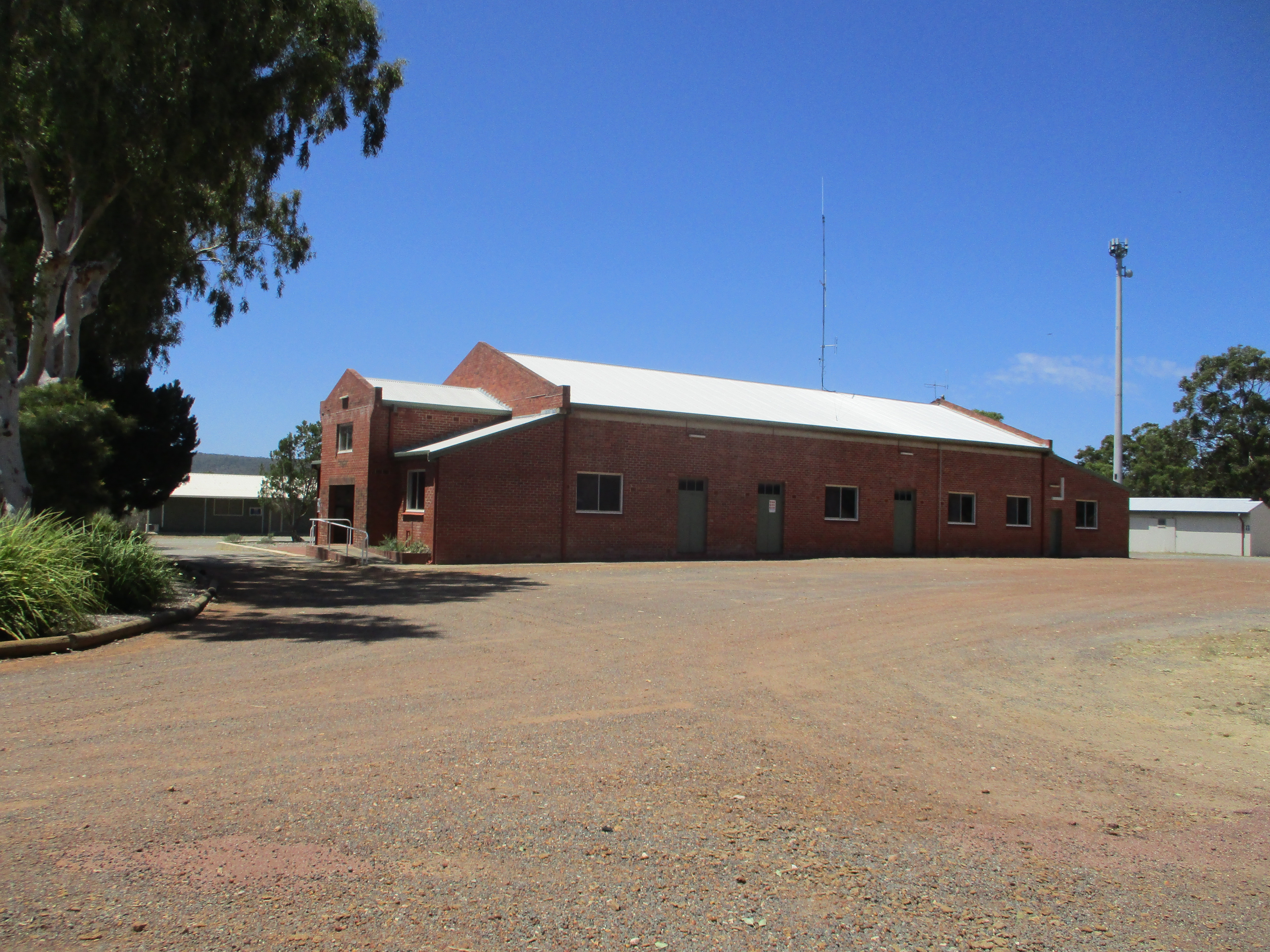
دندالوپ شمالی، استرالیای غربی

دندالوپ شمالی (به انگلیسی: North Dandalup) یک منطقهٔ مسکونی در استرالیا است که در استرالیای غربی واقع شده‌است.

## حمل و نقل
دندالوپ شمالی دربزرگراه جنوب غربی و چرخیدن به سمت دلینگاپ، استرالیا غربی برای مسافرانی که به پرت می‌روند از جاده دل پارک که داخل شهر واقع شده‌است.
| ایستگاه قبلی |  | ترانسوا |  | ایستگاه بعدی |
| ------------ |  | ------- |  | ------------ |